# Top (Unix)

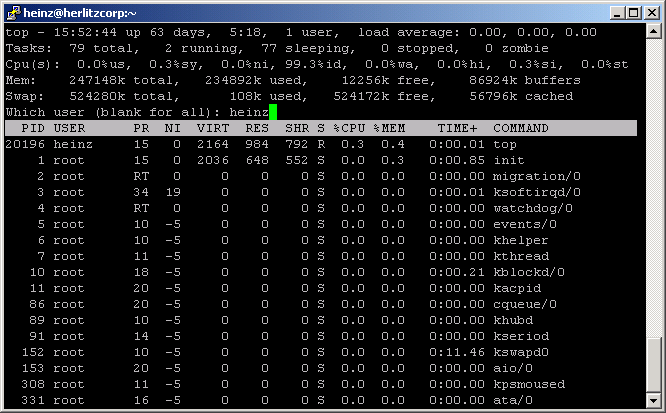
Cliente putty ejecutando top.

Top (table of processes - tabla de procesos )  es un programa de monitorización, administración y visor de procesos que se encuentra en muchos sistemas operativos de tipo Unix. Produce una lista ordenada de procesos en ejecución seleccionados por criterios especificados por el usuario y actualiza esta lista de procesos en pantalla periódicamente y rápidamente para que se vea a tiempo real lo que está en ejecución. El orden predeterminado es por uso de CPU, y solo se muestran los principales consumidores de CPU. Top muestra la cantidad de potencia de procesamiento y memoria que se utiliza, así como otra información sobre los procesos en ejecución. Algunas versiones de Top permiten una amplia personalización de la pantalla, como la elección de columnas o el método de clasificación. Hay varias versiones diferentes de Top.
La versión tradicional de Unix fue escrita por William LeFebvre y originalmente con derechos de autor en 1984. Está alojado en SourceForge, y el lanzamiento 3.7 fue anunciado en 2008. 
La versión Top de Linux es parte del grupo de herramientas procps-ng. Fue escrito originalmente por Roger Binns pero poco después fue asumido por otros.
Top es útil para administradores del sistema, ya que muestra qué usuarios y procesos están consumiendo la mayor cantidad de recursos del sistema en un momento dado. 
En Solaris, el programa más o menos equivalente es prstat. MS-DOS tiene listas de tareas y los sistemas operativos gráficos de Microsoft en sus sistema operativo Windows tiene su administrador de tareas. IBM AIX tiene una lista de ejecución de procesos de actualización como parte de los comandos topas y topas_nmon. 
Los números promedio de carga en Linux se refieren a la suma de la cantidad de procesos que esperan en la cola de ejecución más el número que se está ejecutando actualmente. El número es absoluto, no relativo. Y así puede ser ilimitado; a diferencia de la utilización. Las variaciones instantáneas de la cantidad de procesos se amortiguan con una fórmula de disminución exponencial que se calcula usando matemáticas de punto fijo. 
El programa ps es similar a Top, pero en su lugar produce una instantánea de los procesos tomados en el momento de la invocación.
Alternativas a este programa son, entre otras, atop  Archivado el 27 de febrero de 2009 en Wayback Machine. y htop 